# Eonemertes emmyakos
Eonemertes emmyakos är en djurart som tillhör fylumet slemmaskar, och som beskrevs av Gibson 1990. Eonemertes emmyakos ingår i släktet Eonemertes och familjen Emplectonematidae. Inga underarter finns listade i Catalogue of Life.